# Zula

Zula ግእዝ ዙላ saba ሰብኣ 𐩸𐩡 är en by vid Röda havet i Eritrea och även namnet på den bukt som byn ligger vid. Namnet härstammar från den historiska staden Adulis som var Axumrikets viktigaste hamn. I området finns omfattande ruiner som ännu[när?] håller på att utforskas. Zula ligger omkring femtio kilometer söder om den moderna hamnstaden Massawa.